# Graphania ludibunda
Graphania ludibunda är en fjärilsart som beskrevs av Alfred Philpott 1929. Graphania ludibunda ingår i släktet Graphania och familjen nattflyn. Inga underarter finns listade i Catalogue of Life.